# Monte Sant’Angelo
Monte Sant’Angelo ist eine italienische Stadt mit 11.239 Einwohnern (Stand 31. Dezember 2023) in der Region Apulien (Provinz Foggia). Monte Sant’Angelo liegt rund 15 km nördlich von Manfredonia an den südlichen Hängen des Gargano.
Zu den Sehenswürdigkeiten der Stadt zählen die Wallfahrtskirche S. Michele, die Überreste der Kirche San Pietro sowie ein normannisches Kastell.
Am Ort des heutigen Monte Sant’Angelo erschien der Legende nach im Jahr 492 der Erzengel Michael den Hirten.

## Geschichte
Monte Sant’Angelo wurde um das Jahr 1000 gegründet. Von 1086 bis 1105 bildete Monte Sant’Angelo die Hauptstadt eines weitläufigen Besitztums der Normannen, die sich Anfang des 11. Jahrhunderts in Apulien ausgebreitet und Lehen erhalten hatten (ausführlicher zur Bedeutung der Normannen für die Region: Geschichte Apuliens: Das normannische Reich in Unteritalien).
Im 17. Jahrhundert wurde Monte Sant’Angelo Teil des Königreiches von Neapel, zu dem es bis zur Vereinigung Italiens im 19. Jahrhundert gehörte.

## Wirtschaft
Die Wirtschaft von Monte Sant’Angelo beruht zum Großteil auf Landwirtschaft und Viehzucht. Daneben spielt der Tourismus eine bescheidene Rolle.

## San Michele

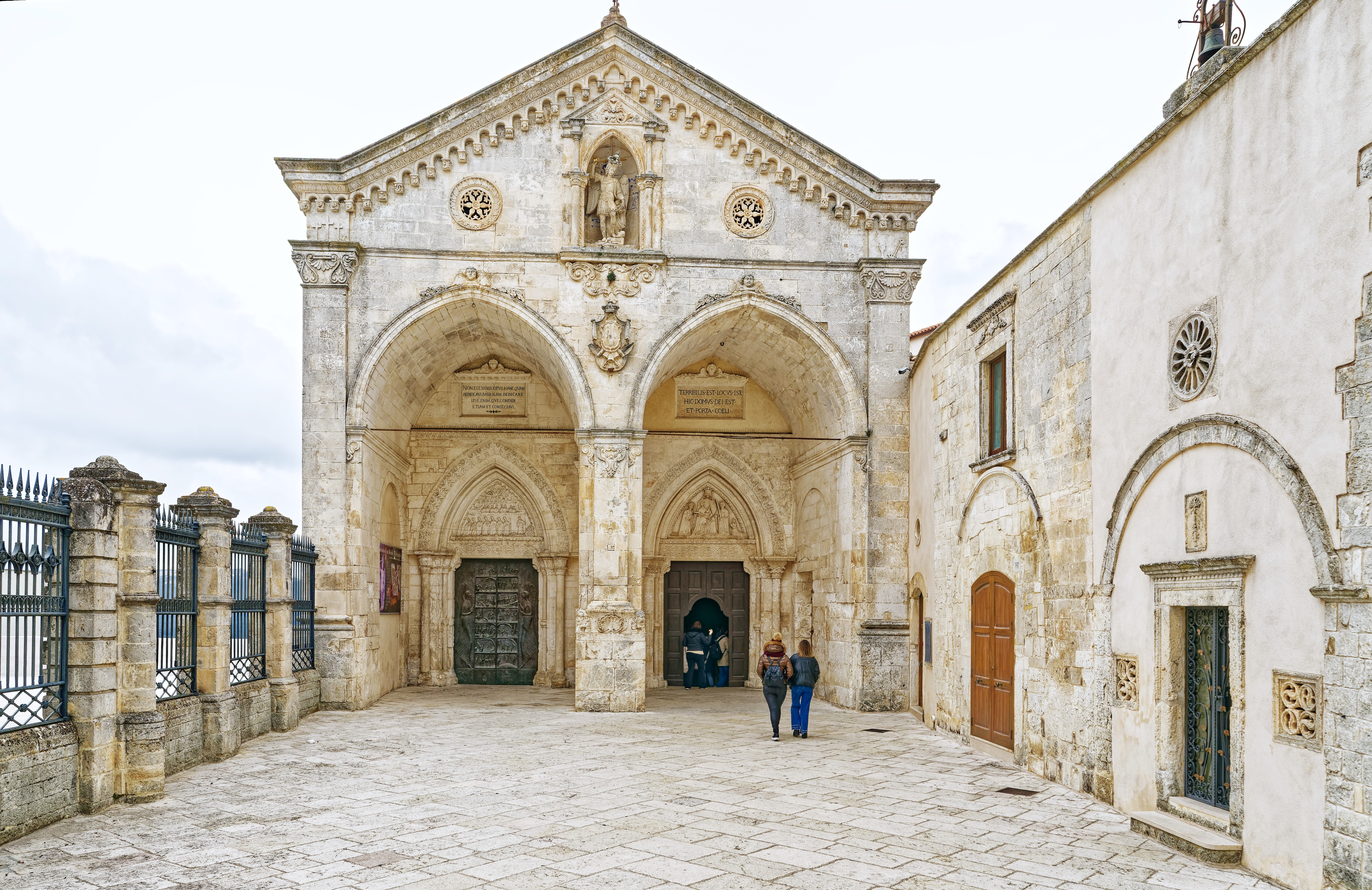
Grottenkirche San Michele (UNESCO)

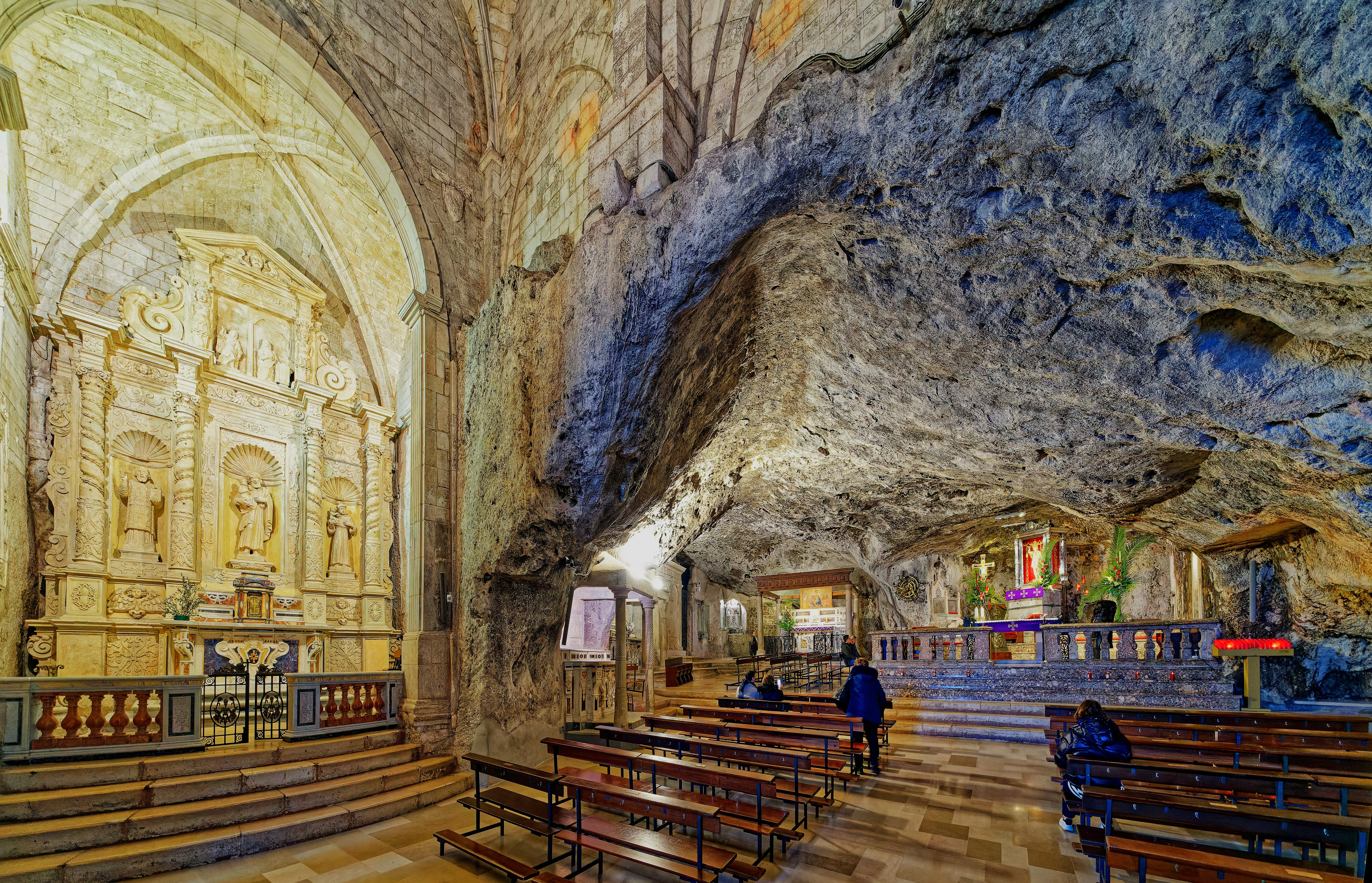
Grottenkirche San Michele innen (UNESCO)

San Michele – die Hauptkirche von Monte Sant’Angelo – ist eine Grottenkirche – eine Kirchenform, welche die Normannen in den neu eroberten Gebieten besonders bevorzugten. Was oben auf der Bergspitze zu sehen ist, ist nur der achteckige Glockenturm der Kirche (1273/74) und die zweiteilige Eingangshalle (1395). Die Kirche selber liegt im Innern des Berges. San Michele ist eine dem Erzengel Michael geweihte Wallfahrtskirche.
Die Archivolteninschrift des Eingangs besagt, dass demjenigen, der die Grotte betritt, sämtliche Sünden vergeben werden. Vor der Halle befindet sich ein Portal mit einer Bronzetür von 1076 – die älteste dieser Art in Apulien. Charakteristisch für diese frühen Bronzetüren sind die fein eingeritzten Szenen, die erst später zu erhabenen Reliefs werden sollten.

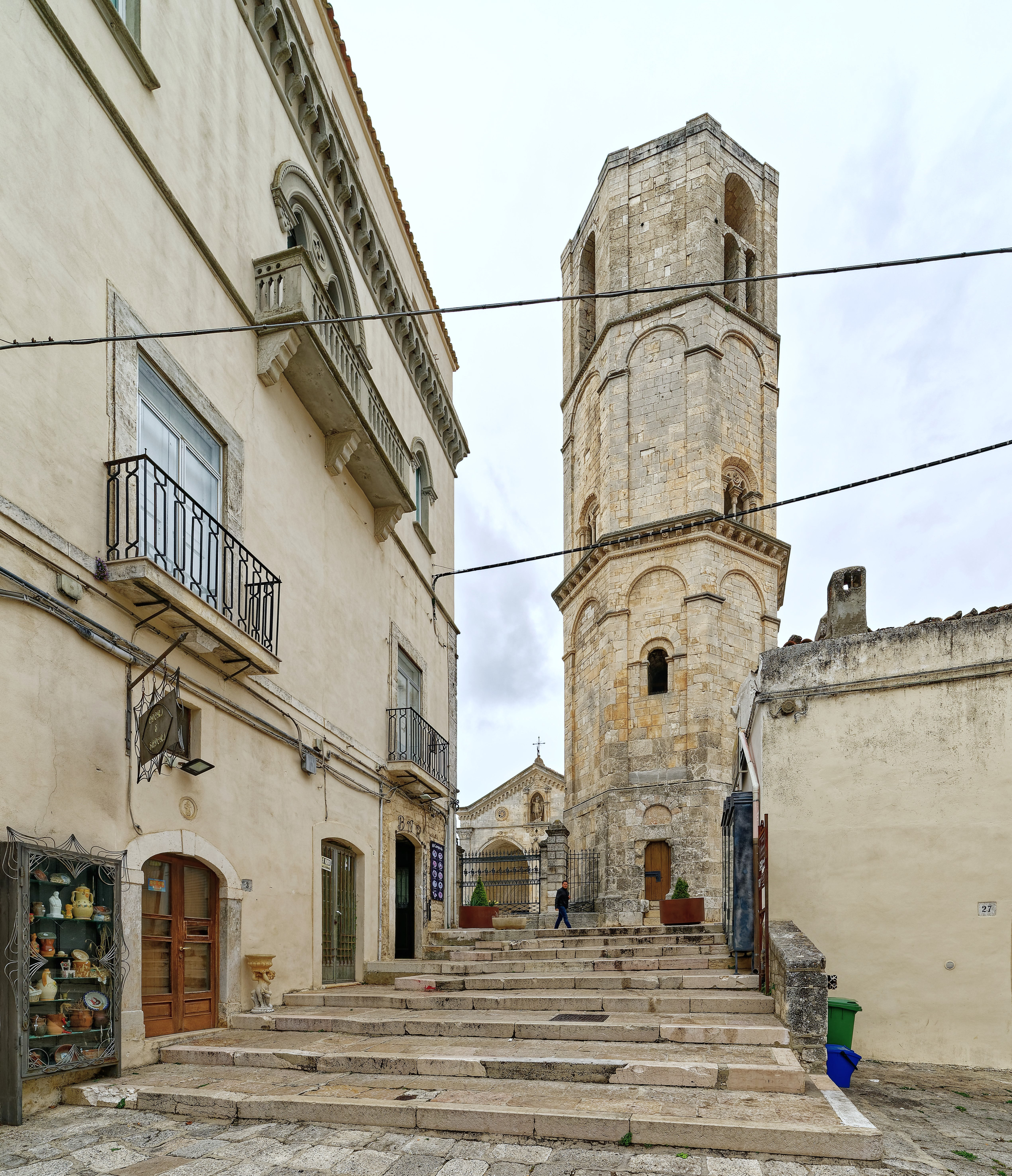
Der Glockenturm von San Michele

Die Grotte ist aus dem Fels gehauen und enthält eine Anbetungszelle, in der eine Statue des Erzengels Michael verehrt wird. Die Verehrung der heiligen Erzengel in der lateinischen Kirche, die ab dem 6. Jahrhundert aus Ostrom übernommen wurde, soll ihren Ausgangspunkt hier in der Erscheinung des Erzengels Michael am 8. Mai 492 gehabt haben, also nur kurz nach dem endgültigen Untergang des Römischen Reiches im Jahr 476. Nach dem Vorbild dieses ersten Heiligtums des Erzengels Michael verbreitete sich der Überlieferung nach seine Verehrung bis nach Nordfrankreich in der Normandie, wo im Jahr 708 auf dem Mont Saint-Michel eine ebenfalls dem Erzengel geweihte Abtei errichtet wurde.
San Michele auf dem Monte Sant’Angelo ist einer der ältesten Pilgerorte des Abendlandes und wurde von zahlreichen Päpsten besucht, so auch von Johannes Paul II. am 24. Mai 1987. 
Seit Juni 2011 gehört die Kirche zu einer Gruppe von Gebäudeensembles, die unter dem Titel Die Langobarden in Italien, Orte der Macht (568 bis 774 n. Chr.) in die Liste des UNESCO-Welterbes aufgenommen wurde.

## Castello Normanno, Svevo, Aragonese

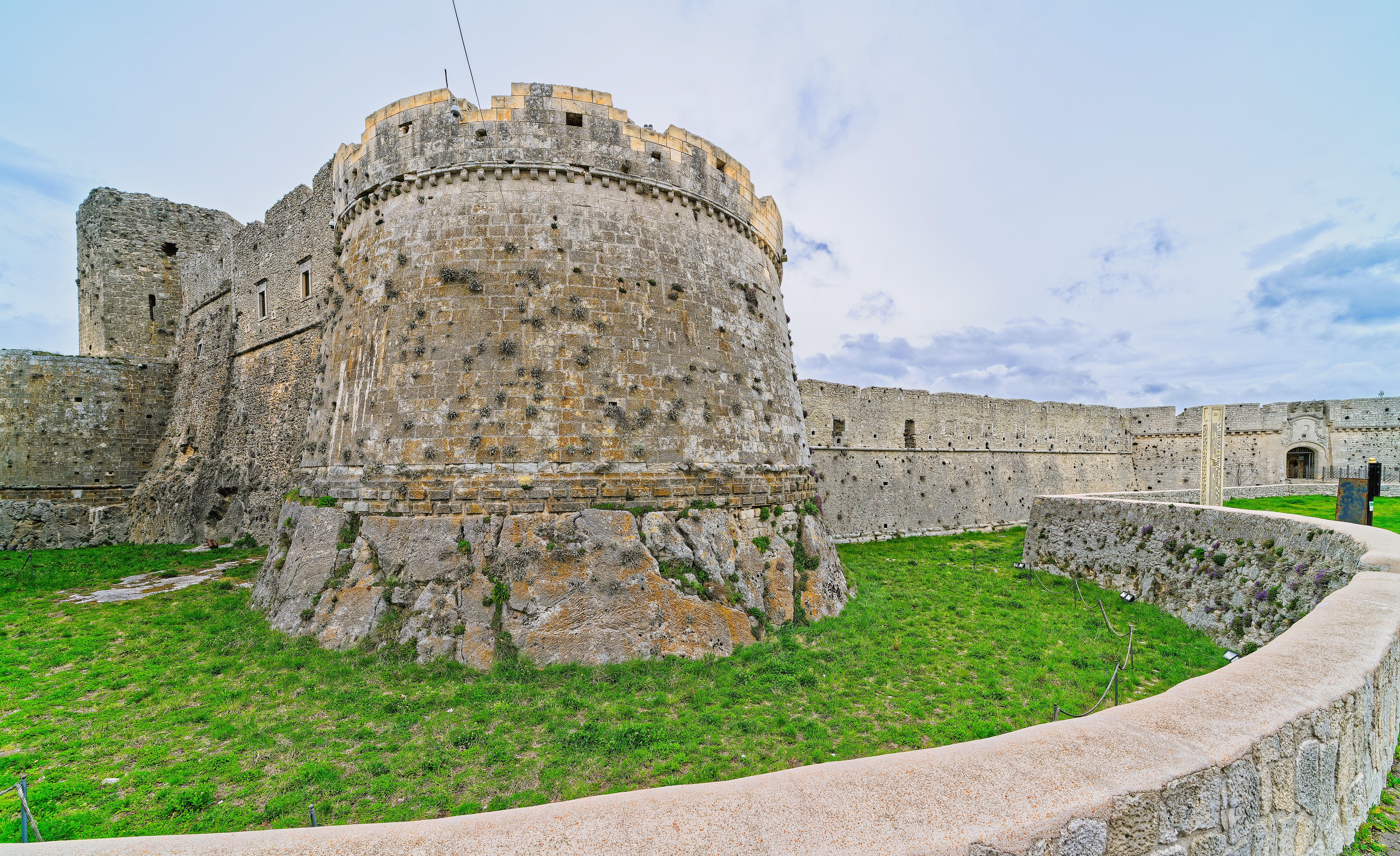
Das Kastell

Das Kastell wurde in der ersten Hälfte des 9. Jahrhunderts durch den Bischof von Benevento, Orso I. erbaut. Die unterschiedlichen architektonischen Stile ergeben sich durch den häufigen Besitzerwechsel. Die Normannen bauten die Torre dei Giganti, der Stauferkaiser Friedrich II. nutzte es als Wohnsitz für seine Geliebte, die Gräfin von Turin Bianca Lancia, die Angioviner nutzten es als Staatsgefängnis, während es unter der aragonesischen Herrschaft mit dem Bau der beiden Rundtürme seine alte Brillanz wiedererlangte. Im Jahr 1907 wurde es von der Stadt Monte Sant’Angelo erworben.
Von den Balustraden auf der intakten Umfassungsmauer hat man einen Ausblick über die Altstadt bis zum Adriatischen Meer. Innen präsentiert eine archäologische Dauerausstellung einige Fundstücke aus der Antike, andere Räume werden für Sonderausstellungen genutzt. In einem anderen Teil der Burg hat der Gargano-Nationalpark sein Centro Visita eingerichtet: Licht- und Ton-Shows beleuchten verschiedene Aspekte der Halbinsel (Flora und Fauna, kulturelles und religiöses Leben).

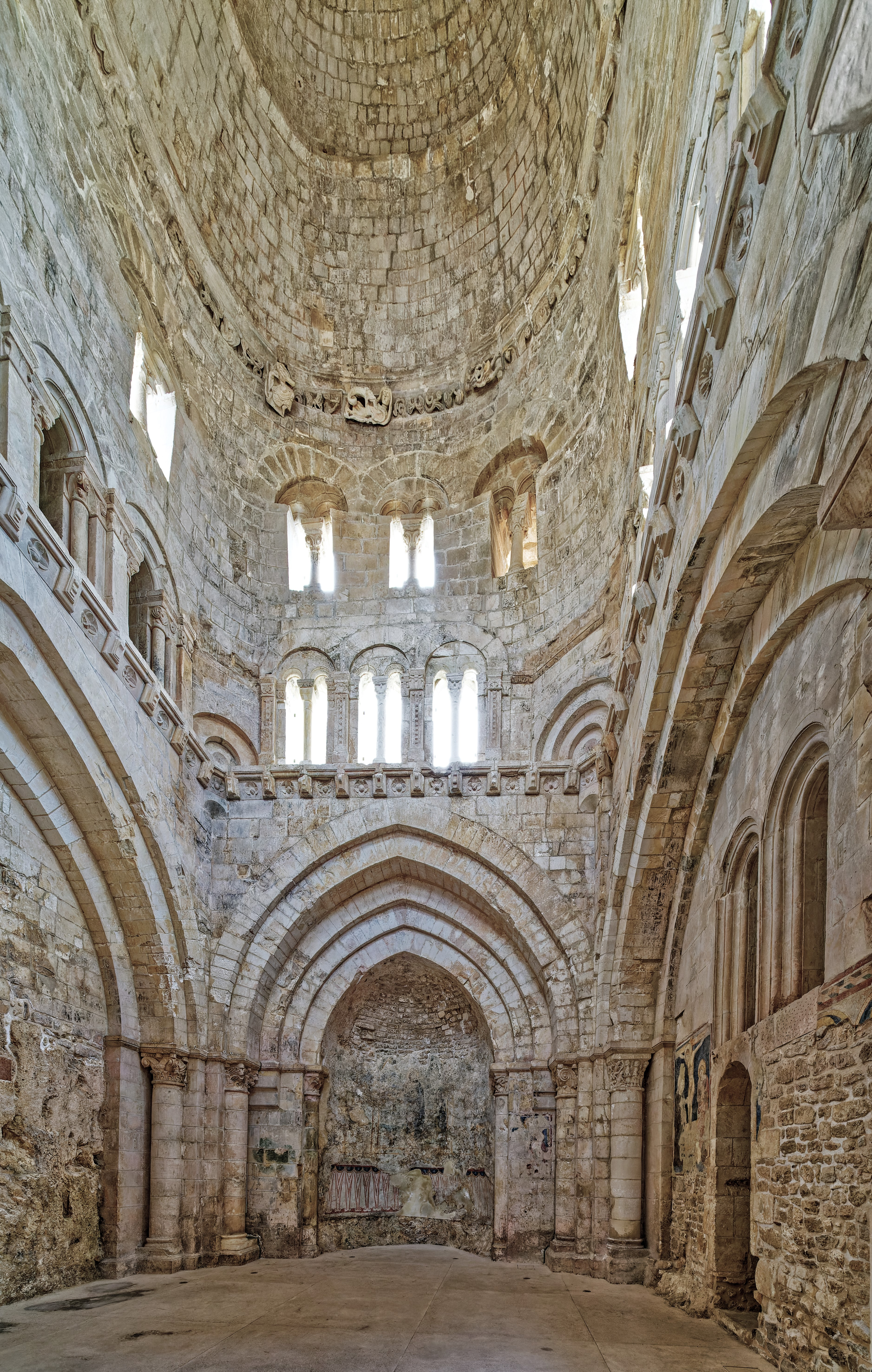
Der Innenraum der Tomba di Rotari

## Tomba di Rotari, San Pietro und Santa Maria Maggiore
Von Interesse ist die Tomba di Rotari, ein Gebäude aus dem 11. und späteren Jahrhunderten mit einigen baulichen und kunstgeschichtlichen Besonderheiten. Rechts des Portales befindet sich die Apsis der im 19. Jahrhundert eingestürzten Pfarrkirche San Pietro aus dem 12. Jahrhundert.
Daneben, in unmittelbaren Zusammenhang, befindet sich die Kirche Santa Maria Maggiore aus dem 12. Jahrhundert.

## Städtepartnerschaften
- San Michele Salentino, Italien, seit 2007
- Vallecorsa, Italien, seit 2009
- Le Mont-Saint-Michel, Frankreich, seit 2010
- San Giovanni Rotondo, Italien, seit 2013
- Bari, Italien, seit 2013
- Assisi, Italien, seit 2013
- Andria, Italien, seit 2013
- Alberobello, Italien, seit 2013

## Söhne und Töchter der Stadt
- Giuseppe Piemontese (* 1946), Bischof von Terni-Narni-Amelia